# Jan Urban (zpěvák)
Jan Urban (* 1974, Chomutov) je český zpěvák, muzikálový herec a tanečník. Vystudoval Konzervatoř Jaroslava Ježka v Praze. Od února 2005 ztvárnil jako sólista v Hudebním divadle Karlín několik rolí např. v muzikálech West Side Story, Noc na Karlštějně a další. Ztvárnil i MUDr. Jana Kalinu v seriálu Modrý kód.